# گرچن بلیلر
گرچن بلیلر (انگلیسی: Gretchen Bleiler؛ زادهٔ ۱۰ آوریل ۱۹۸۱) ورزشکار اسنوبردسواری اهل ایالات متحده آمریکا است.
وی در مسابقات کشوری و بین‌المللی در مجموع برندهٔ ۶ مدال طلا، ۲ مدال نقره، ۱ مدال برنز شده‌است.